# Hans-Jörg Czech

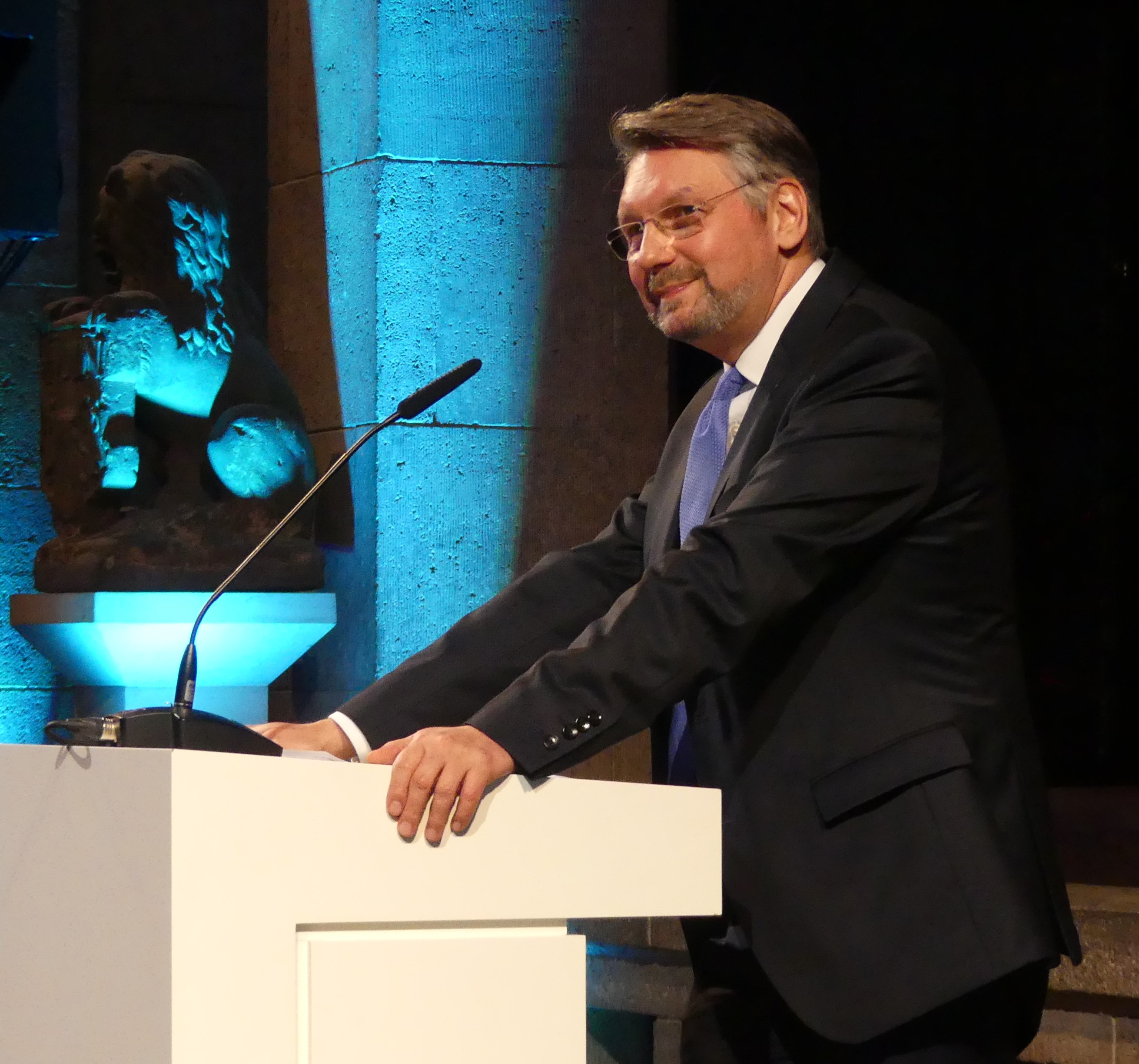
Hans-Jörg Czech, Eröffnung der Ausstellung über Christian Warlich 2019 im Museum für Hamburgische Geschichte

Hans-Jörg Czech (* 1966 in Osnabrück) ist ein deutscher Kunsthistoriker und seit 2019 Vorstand der Stiftung Historische Museen Hamburg.

## Leben
Czech studierte Kunstgeschichte, neuere deutsche Literaturwissenschaft und Volkskunde in Münster, Wien und Bonn. Nach einem Volontariat bei den Staatlichen Museen Kassel war er ab 2000 u. a. Direktionsassistent, Ausstellungskurator und Projektleiter für die Ständige Ausstellung beim Deutschen Historischen Museum in Berlin und ab 2007 Gründungsdirektor des Stadtmuseums der hessischen Landeshauptstadt Wiesbaden. Von 2013 bis 2015 leitete er als Direktor das Altonaer Museum, wo er u. a. die Ausstellung „350 Jahre Altona“ sowie die Neuausrichtung des Jenisch-Hauses verantwortete. 
Vom 1. Januar 2016 bis Juni 2019 war er Direktor des Museums für Hamburgische Geschichte. Außerdem koordinierte er alle Sammlungsangelegenheiten im Verbund der Stiftung Historische Museen Hamburg und war insbesondere für das neue Zentraldepot der Stiftung zuständig. Die Vorbereitungen für Aufbau und inhaltliche Ausgestaltung des neuen Deutschen Hafenmuseums hat Czech nach Auskunft des Senats bereits zu dieser Zeit begleitet. Am 1. Juli 2019 übernahm Czech als Alleinvorstand die Gesamtleitung der Museumsstiftung.
Czech ist Mitglied im Vorstand des Vereins für Hamburgische Geschichte.